# آيت خويا أحمد (زاوية أحنصال)
آيت خويا أحمد هي إحدى مشيخات المملكة المغربية، تتبع جغرافيا لإقليم أزيلال وإداريًا لزاوية أحنصال. يقدر عدد سكانها بـ 1077 نسمة حسب الإحصاء الرسمي للسكان والسكنى لسنة 2004.